# Avarus
Avarus — группа из Тампере, Финляндия. Была сформирована в 2001 году членами коллективов The Anaksimandros и Pylon; вскоре в группу вошли члены других финских групп — Kiila, Munuaissymposium 1960, Kemialliset Ystävät. В состав Avarus входило в разное время от 10 до 20 музыкантов. 
Avarus считаются ключевым элементом на финской психофолк-сцене, которая сложилась в начале 2000-х годов.

## Дискография
- Horuksen Keskimmäisen Silmän Mysteerikoulu CD-R (Lal Lal Lal, 2001)
- Posum Ekor Kait Dataran 3" CD-R (Lal Lal Lal, 2001)
- Luonnon ilmiöitä 7" (Boing Being, 2002)
- III LP (HP Cycle Records, 2002)
- A-V-P CD-R (267 Lattajjaa, 2003)
- Kimi on tintti CS (Lal Lal Lal, 2004)
- Vaahtera Jäniksen Hännänkieliset Seikkailut 7" (Gold Soundz, 2004)
- Jättiläisrotta CD (Secret Eye, 2005)
- Ruskeatimantti dbl-CD (tUMULt, 2005)
- II LP (HP Cycle Records, 2006)
- Vesikansi CD (Secret Eye, 2006)
- Rasvaaja LP (Secret Eye, 2007)
- Kirppujen saari LP (Arbor, 2008)